# Bennington (Nebraska)
Bennington je grad u američkoj saveznoj državi Nebraska. Prema popisu stanovništva iz 2010. u njemu je živjelo 1,458 stanovnika.